# Emilio Constantino Guerrero
Emilio Constantino Guerrero Guerrero (La Grita, Estado Táchira, 5 de abril de 1866-Río de Janeiro, Brasil, 30 de noviembre de 1920) fue un abogado, escritor y diplomático venezolano.

## Biografía
Hijo de Emilio Guerrero y de Nicolasa Guerrero, estudió en el colegio Sagrado Corazón de Jesús de la Grita, donde se recibió de bachiller en humanidades. Continuó estudios en la Universidad de los Andes, doctorándose en ciencias políticas. Su tío, Francisco Antonio Guerrero, tuvo gran influencia en su educación.
La Corte de justicia del estado Mérida le confirió el título de abogado el 20 de septiembre de 1897. Desde muy joven, Guerrero se perfilaba como poeta, escritor y orador de fluida palabra. Llegó a ser redactor de la Revista literaria de los Andes. Colaboró con El Cojo Ilustrado entre 1902 y 1912.
En 1902 fue designado miembro de la Corte Federal y de Casación, tribunal del cual fue presidente hasta 1911. En abril de 1910 desempeñó interinamente la presidencia de la República de Venezuela, mientras se inauguraba el nuevo período constitucional. Dada la ocasión presidió las celebraciones del centenario del 19 de abril y las de la coronación del escritor Eduardo Blanco.
En 1913, encabezó la Comisión Codificadora y la Comisión Revisora de la Corte Federal, encargada de elaborar los proyectos que dieron como resultado el Código Civil de 1916. La Revista de Ciencias Políticas, publicó en 1913, un ensayo suyo sobre «derecho internacional aéreo», anticipándose así a la creación de normas y principios en una materia prácticamente desconocida en el mundo. Fue elegido miembro de la Academia Venezolana de la Lengua el 6 de abril de 1912. Su obra más conocida fue un Diccionario filológico, que concluyó en 1914. El 21 de julio de 1914, el Gobierno nacional, lo nombró enviado extraordinario y ministro plenipotenciario de Venezuela en Brasil, lugar donde falleció. Publicó numerosos trabajos sobre historia, filología, biografías, novelas y poesía.